# Adrien Plavsic
Adrien Plavsic (* 13. Januar 1970 in Montréal, Québec) ist ein ehemaliger kanadisch-schweizerischer Eishockeyspieler und derzeitiger -trainer, der im Verlauf seiner aktiven Karriere zwischen 1988 und 2012 unter anderem 227 Spiele für die St. Louis Blues, Vancouver Canucks, Tampa Bay Lightning und Mighty Ducks of Anaheim in der National Hockey League (NHL) auf der Position des Verteidigers bestritten hat. Darüber hinaus verbrachte Plavsic insgesamt weitere elf Spielzeiten in den höchsten beiden Spielklassen der Schweiz und wurde mit den ZSC Lions in den Jahren 2000 und 2001 zweimal Schweizer Meister. 

## Karriere
Adrien Plavsic begann seine Karriere als Eishockeyspieler an der University of New Hampshire, an der er von 1987 bis 1988 studierte, während er parallel für deren Eishockeymannschaft in der Hockey East aktiv war. Anschließend wurde er im NHL Entry Draft 1988 in der zweiten Runde als insgesamt 30. Spieler von den St. Louis Blues aus der National Hockey League (NHL) ausgewählt. Nachdem er die Saison 1988/89 im kanadischen Eishockeyverband Hockey Canada mit internationalen Testspielen verbracht hatte, gab der Verteidiger in der Saison 1989/90 sein Debüt für die St. Louis Blues in der NHL. Für St. Louis kam er jedoch nur zu vier Einsätzen in der NHL, während er den Großteil der Spielzeit bei deren Farmteam Peoria Rivermen in der International Hockey League (IHL) auflief. Im März 1990 wurde er von St. Louis innerhalb der NHL an die Vancouver Canucks abgegeben, für die er bis zum Ende der Spielzeit ebenso auflief wie für deren IHL-Farmteam Milwaukee Admirals. Von 1990 bis 1995 war der Kanadier Stammspieler bei den Vancouver Canucks, für deren neues Farmteam Hamilton Canucks aus der American Hockey League (AHL) er ebenfalls zwei Spiele absolvierte. Zum Ende der wegen eines Lockouts verkürzten NHL-Saison 1994/95 wurde er zu den Tampa Bay Lightning transferiert, bei denen er bis zum Ende der Spielzeit in 15 NHL-Spielen zwei Tore und eine Vorlage erzielte. In der folgenden Spielzeit absolvierte er jedoch nur noch sieben weitere Spiele für Tampa Bay in der NHL, während er die gesamte restliche Zeit bei deren IHL-Farmteam Atlanta Knights verbrachte. Ähnlich erging es ihm in der Saison 1996/97, als er nur sechs Mal für die Mighty Ducks of Anaheim eingesetzt wurde und die gesamte restliche Spielzeit bei den Long Beach Ice Dogs in der IHL verbrachte.
Zur Saison 1997/98 ging Plavsic nach Europa, wo er zunächst für die Revierlöwen Oberhausen in der Deutschen Eishockey Liga (DEL) spielte. Von 1998 bis 2002 lief er für die ZSC Lions in der Schweizer Nationalliga A (NLA) auf. Mit ihnen gewann er in der Spielzeit 1999/2000 den Schweizer Meistertitel. Er schoss dabei das entscheidende Tor zum 4:3 im sechsten Finalspiel gegen den HC Lugano zehn Sekunden vor Ende der regulären Spielzeit und ermöglichte so dem ZSC den ersten Meistertitel nach 39 Jahren. In der Saison 2000/01 gelang ihm mit den ZSC Lions die Titelverteidigung. Nach einjähriger Auszeit vom Eishockey lief der Olympiateilnehmer von 1992 in der Saison 2003/04 für den EHC Basel auf, mit dem er am Saisonende den Abstieg in die zweitklassige Nationalliga B (NLB) hinnehmen musste. In der Saison 2004/05 spielte er für Basel in der NLB und leihweise den Lausanne HC in der NLA, ehe er von 2005 bis 2008 – nach dem Aufstieg – auch wieder mit Basel in der NLA aktiv war. Nach dem erneuten Abstieg mit seiner Mannschaft in der Saison 2007/08 musste er aufgrund einer schweren Knieverletzung zwei Jahre lang mit dem professionellen Eishockey aussetzen, ehe er von 2010 bis 2012 wieder für Basel in der NLB antrat.
Bereits vor der Saison 2009/10 war er als Assistenztrainer in den Betreuerstab des EHC Basel aufgerückt. In gleicher Funktion war er auch nach seiner Rückkehr aufs Eis beim EHC tätig. Ab 2014 war er unter anderem als Assistenztrainer beim HC Red Ice aktiv, bei dem er auch im Juniorenbereich tätig war. Im Verlauf der Saison 2015/16 wurde er nach der Entlassung von Albert Malgin zum Cheftrainer des HC Red Ice ernannt. Dort beendete Plavsic die Spielzeit, wechselte aber im Hinblick aufs folgende Spieljahr zum Villars HC. In den folgenden Jahren bis 2019 war der Kanada-Schweizer in diversen Funktionen in Martigny und Villars-sur-Ollon tätig. Zur Saison 2019/20 übernahm er den Posten des Assistenztrainers bei den Cataractes de Shawinigan aus der Ligue de hockey junior majeur du Québec (LHJMQ), wurde dort jedoch frühzeitig entlassen. Im Anschluss kehrte Plavsic in die Schweiz zurück. Dort erhielt er den Job als Assistenztrainer beim EHC Basel. Zur Saison 2022/23 kehrte er nach Martigny zurück und wurde dort im Nachwuchsbereich tätig.

### International
Für Kanada nahm Plavsic an der U20-Junioren-Weltmeisterschaft 1990 teil, bei der er mit seiner Mannschaft die Goldmedaille gewann. Zudem stand er im Aufgebot seines Landes bei den Olympischen Winterspielen 1992 im französischen Albertville, bei denen er mit Kanada die Silbermedaille gewann.

## Erfolge und Auszeichnungen
- 1997 Spengler-Cup-Gewinn mit dem Team Canada
- 1997 Spengler Cup All-Star-Team
- 2000 Schweizer Meister mit den ZSC Lions
- 2000 NLA-Verteidiger des Jahres
- 2001 Schweizer Meister mit den ZSC Lions
- 2005 Meister der NLB und Aufstieg in die NLA mit dem EHC Basel

### International
- 1990 Goldmedaille bei der U20-Junioren-Weltmeisterschaft
- 1992 Silbermedaille bei den Olympischen Winterspielen

## Karrierestatistik

### International
Vertrat Kanada bei:
- Junioren-Weltmeisterschaft 1990
- Olympischen Winterspielen 1992

(Legende zur Spielerstatistik: Sp oder GP = absolvierte Spiele; T oder G = erzielte Tore; V oder A = erzielte Assists; Pkt oder Pts = erzielte Scorerpunkte; SM oder PIM = erhaltene Strafminuten; +/− = Plus/Minus-Bilanz; PP = erzielte Überzahltore; SH = erzielte Unterzahltore; GW = erzielte Siegtore; 1 Play-downs/Relegation; Kursiv: Statistik nicht vollständig)